# Richardia tuberculata
Richardia tuberculata är en tvåvingeart som beskrevs av Friedrich Georg Hendel 1911. Richardia tuberculata ingår i släktet Richardia och familjen Richardiidae. Inga underarter finns listade i Catalogue of Life.